# Йирак, Карел Болеслав
Карел Болеслав Йирак (чеш. Karel Boleslav Jirák; 28 января 1891, Прага — 30 января 1972, Чикаго) — чешский композитор и дирижёр.

## Биография
Одновременно с изучением права и философии в пражском Карловом университете частным образом изучал композицию под руководством Витезслава Новака (1909—1911), а затем Й. Б. Фёрстера. Некоторое время работал хормейстером в Праге, затем в 1915—1918 гг. в Гамбургской опере, в 1918—1919 гг. дирижёр в оперных театрах Брно и Остравы. В 1920-е гг. Йирак активно выступал как музыкальный критик, много работал в структурах Международного общества современной музыки. В 1930—1945 гг. Йирак возглавлял музыкальное вещание Чешского радио и в этом качестве выступил заказчиком ряда важных сочинений чешских композиторов (например, посвящённой ему Второй симфонии Эрвина Шульгофа). Одновременно Йирак преподавал композицию в Пражской консерватории, где среди его учеников были, в частности, Милослав Кабелач, Клемент Славицкий, Сватоплук Гавелка, Саша Гроссман и Иша Крейчи.
В 1947 году Йирак эмигрировал в США. В 1948—1967 гг. профессор композиции Университета Рузвельта в Чикаго, затем в 1967—1971 гг. преподавал в Чикагском консерваторском колледже (Conservatory College).
В раннем творчестве композитора выделяется опера Аполлоний Тианский (чеш. Apollonius z Tyany; 1913), переработанная в 1927 г. и впервые поставленная в 1928 г. под новым названием «Женщина и бог» (чеш. Žena a bůh). Наследие Йирака включает также шесть симфоний, симфонические вариации, сюиты, увертюры, произведения камерной музыки, прелюдии, фуги, сюита для органа, реквием, циклы песен и др. К. Б. Йирак — автор классического труда «Теория музыкальных форм» (чеш. Nauka o hudebních formách; 1943), популярных книг о Моцарте, Дворжаке, Зденеке Фибихе.